# ヘイリバー (ノースウエスト準州)
ヘイリバー（Hay River）はカナダノースウエスト準州のグレートスレーブ湖南岸、ヘイ川河口に位置する町である。州都イエローナイフに次いで人口が多く、フォートスミスとともにサウススレーブ地域の中心的コミュニティーである。

## 歴史
先住民の活動は紀元前7000年頃まで遡る。1854年の地図に記録があり、1868年にハドソン湾会社の交易所が開設されたが、初めて定住したのは1892年チアトロ率いるスレイビー族の人々である。続いて宣教団の学校や診療所ができ、1925年には王立カナダ騎馬警察が来て、第二次世界大戦中にはアメリカ陸軍工兵隊が滑走路を設置した。
1948年、カナダ連邦政府がアルバータ州から続くマッケンジー・ハイウェイを敷設し、カナダ南部の諸州と道路で接続された初めてコミュニティーとなった。1959年、海運会社Northern Transportation Companyの本拠地となり、マッケンジー川やボーフォート海沿岸の居住地に向けた物流センターとなっている。1964年には近郊のPine Point鉱山開発に関連してMackenzie Northern Railwayが敷設され、（アラスカを除く）北アメリカ大陸全体と鉄道で連絡された最北の地となった。

## 交通

### 道路
ヘイリバー・ハイウェイ（準州道2号線）の終点で、イエローナイフやアルバータ州へは通年舗装道を使って通行可能。

### 鉄道
カナディアン・ナショナル鉄道の貨物列車が1日1往復運行しているが、旅客の取り扱いはない。

### 航空
ヘイリバー・マーリン・カーター空港(Hay River/Merlyn Carter Airport, (IATA: YHY, ICAO: CYHY))が市街より北3 kmに位置している。バッファロー航空がイエローナイフとの間を1日1往復運航しているほか、ノースウェスタン・エア(Northwestern Air)がハイ・レベル経由エドモントン便とフォートスミス便を週4往復運航している。